# Kerk van Holwierde
De kerk van Holwierde behoort tot de oudste kerken in de Nederlandse provincie Groningen. De kerk in het wierdendorp is oorspronkelijk gebouwd als eenbeukige tufstenen romaanse kerk rond het einde van de elfde, begin twaalfde eeuw op een hoger deel van een van de wierden van Holwierde. De muur van het schip werd in de dertiende eeuw sterk verhoogd met bakstenen muren. Daarbij werden de oorspronkelijke rondboogvensters gedicht en vervangen door smalle spitsboogvensters in spaarvelden tussen nieuwe lisenen. Bovenaan werden de muren afgesloten met boogfriezen. Begin 14e eeuw werd de kerk uitgebreid met een transept in de stijl van de romanogotiek, waarna het vijfzijdige overwegend gotische koor met straalgewelf werd gebouwd. Tussen ongeveer 1300 en ongeveer 1570 werden verschillende gewelfschilderingen aangebracht in de kerk, waaronder een afbeelding van patroomheilige Stephanus. In de 16e eeuw werd in het schip een balken zoldering aangebracht.
In 1834 was de onderhoudstoestand van de kerk zo slecht dat de stenen gewelven van het schip werden vervangen door een houten zoldering, terwijl de gewelven in het kruis en in het koor steeds meer gestut moesten worden. De muren werden toen wit gepleisterd om zo de muurschilderingen, welke herinnerden aan de roomse periode, letterlijk weg te vegen. De kerkrekeningen van 1896 vermelden dat in dat jaar de muren verlaagd werden en de topgevels van de dwarsarmen verwijderd werden. 
In de laatste dagen van de Tweede Wereldoorlog heeft het dorp Holwierde en dus ook de kerk, flink te lijden gehad onder het oorlogsgeweld. In de jaren 1945–1950 werd de kerk door architecten Adriaan Wittop Koning en Rienk Offringa naar de gedachten van die tijd 'teruggebracht in oorspronkelijke stijl' (naar het oosten gericht). Bij deze later zeer omstreden restauratie werden de in 1896 verwijderde topgevels in vrije vormen gereconstrueerd en werd het kerkinterieur tegen de wil van de kerkrentmeesters verplaatst om beter zicht te krijgen op het straalgewelf in het koor. Daarbij werd de kansel voor het doksaal geplaatst en werd het doophek verwijderd. Ook werden twee unieke herenbanken uit 1559 deels gesloopt en herplaatst als een nieuwe herenbank. Bij de restauratie werden de schilderingen op de oude meloengewelven ook weer zichtbaar gemaakt. Op de orgelgalerij staat naar aanleiding van de restauratie de volgende tekst: 1945 De Kerk gehavend door krijgsgeweld is door offers van de gemeenschap in luister hersteld 1950. 

## Juffertoren
Bij de kerk heeft een van de drie Juffertorens van Groningen gestaan. De toren werd vermoedelijk gebouwd in de 14e eeuw, was naar verluidt 70 meter hoog en diende ook als lichtbaken voor schepen die op de Eems voeren.  De toren werd in  1807 vanwege bouwvalligheid verlaagd tot de helft en voorzien van een houten spits, die in 1836 bij een zware storm echter weer verloren ging. In 1853 werd de toren echter alsnog op afbraak verkocht en een jaar later afgebroken na een ernstig ongeval tijdens het luiden van de klokken voor nieuwjaar. De grote Stephanusklok uit 1620 werd verkocht aan ene Van Rijh. Op de kerk werd in 1855 door architect J. van Calcer een dakruiter geplaatst waar de kleinere Mariaklok uit 1467 werd gehangen. Deze klok werd tijdens de oorlog door de Duitsers geroofd. In 1949 werd een nieuwe klok geplaatst in de huidige dakruiter.

## Patroonheilige
Tot 2003 stond de kerk bekend als Nicolaaskerk. Plas en Plas geven zowel Nicolaas als Stephanus. Roemeling geeft alleen Stephanus. Ook de Stichting Oude Groninger Kerken  houdt het op Stephanus, waarbij verwezen wordt naar een fragment van bewaard gebleven muurschilderingen.

## Interieur
De kerk heeft een eikenhouten doksaal uit de eerste helft van de 16e eeuw op de grens van koor en transept. Dit doksaal is uniek voor een dorpskerk. Tot de restauratie van de jaren 1940 stond hierop het orgel en fungeerde het doksaal vermoedelijk ook als tribune voor zangers. Bij de restauratie van de jaren 1940 werden op de rechterzijde van het doksaal 2 wapenschildjes aangebracht van een gesloopte kerkbank en werd bovenaan een aantal Bijbelteksten aangebracht. De kansel werd toen voor het doksaal geplaatst. Aan koorzijde van het doksaal hangt een vermoedelijk 18e-eeuwse tekst uit Johannes 3:16.
Het orgel hangt sinds de jaren 1940 aan de andere kant van de kerk. Dit orgel bevat elementen van een ouder orgel uit ongeveer 1560. De orgelkas werd in 1663 voorzien van vleugelstukken. In 1738 vergrootte Hinsz het orgel, in 1828 werd het orgel hersteld door Freytag, in 1869 door Lohman, in 1924 werd het verbouwd tot pneumatisch orgel door J. Tromp en in 1955 werd er een mechanisch sleepladenorgel van gemaakt door de gebroeders Van Vulpen, die ook de orgelkas ontdeden van alle verflagen, zodat deze sindsdien uit blank hout bestaat.
In de zuiderdwarsarm hangt een houten gedenkbord dat herinnert aan de plaatsing van een uurwerk in 1567 in de in 1836 ingestorte juffertoren. Aan weerszijden van de tekst staan de wapens van de families Ripperda (met ruiter) en Twickelo (met haardhaal). 
Aan de zuidmuur hangt ook een houten plank met een tekst uit Spreuken. Dit bord bevond zich oorspronkelijk in het doksaal achter het orgel. In de oorlogsjaren kerfde NSB-organist Jan Tjalma hier de tekst 'Adolf Hitler, Sieg Heil. Gott erhalte unseren Führer. Er schlage die Feinde unseren Volkes' in. Tijdens de Bevrijding van Delfzijl werden bewoners uit het dorp opgesloten in de kerk. Vermoedelijk heeft toen een Duitse officier de tekst verwijderd en met behulp van de Statenvertaling de Spreukentekst 'Gelijk een wervelwind voorbijgaat, alzo is de goddeloze niet meer; maar de rechtvaardige is een eeuwige grondvest.' er overheen gezet.
In het in de jaren 1940 toegevoegde westportaal van de kerk bevindt zich een geel Bentheimer zandstenen beelddeksel (of portretzerk) van een sarcofaag die afgaand op restanten van de motieven langs de rand (vermoedelijk palmblaadjes en druiventrossen) dateert van rond 1170. Afgebeeld zijn vermoedelijk een echtpaar: man (links) en een vrouw (rechts) met erboven 2 engelen met een ziel ertussen, die de opgang naar de Hemel symboliseert. Vermoedelijk is het in opdracht van een adellijk of ander rijk persoon gemaakt. Het is het oudste beelddeksel van Groningen en het enige beelddeksel met twee personen in Noord-Nederland en Oost-Friesland. Ernaast staat nog een 12e-eeuws sarcofaagdeksel met een wapen en buiten ligt tegen de muur nog een verweerd sarcofaagdeksel met onder andere afbeeldingen van bisschopsstaven.
In de kerk stonden vroeger 2 herenbanken uit 1559, die de oudste van Groningen waren. Deze zijn bij de restauratie van de jaren 1940 grotendeels opgestookt in de kachel. De restanten werden samengevoegd tot een herenbank en geplaatst in het noordertransept.
De preekstoel dateert van omstreeks 1660 en bevat getorste korinthische zuiltjes.

## Gebruik
De kerk is sinds 2014 in eigendom van de Stichting Oude Groninger Kerken en in gebruik bij de plaatselijke PKN-gemeente Bierum-Holwierde-Krewerd en wordt nog voor de eredienst gebruikt.

## Zie ook

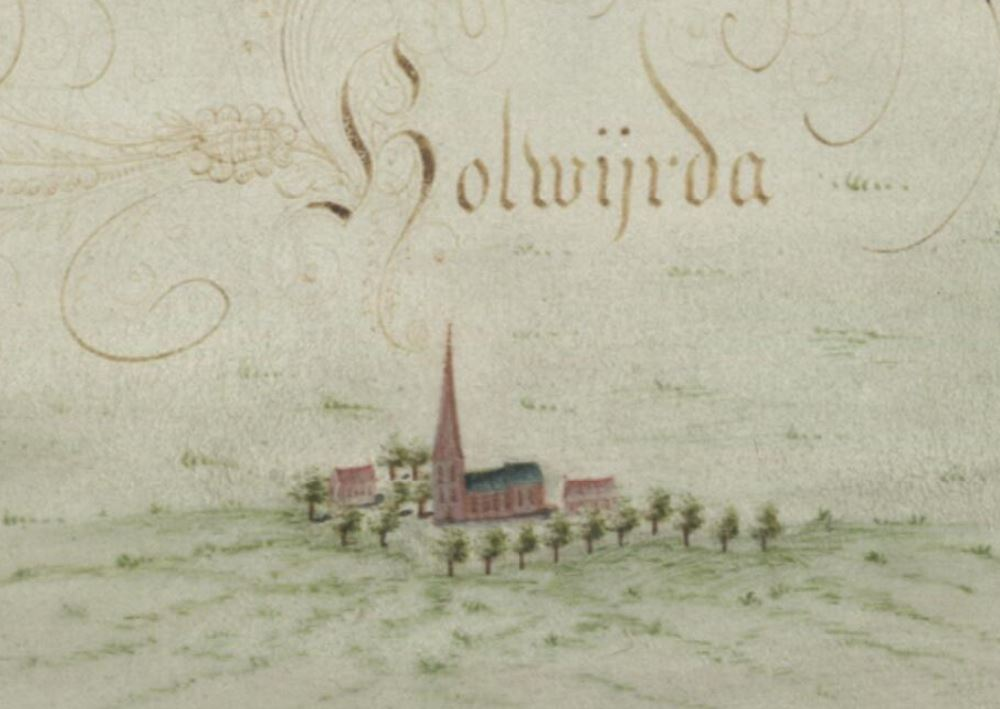
Holwierde met de kerk met de juffertoren op een kaart van Henricus Teysinga uit 1738.
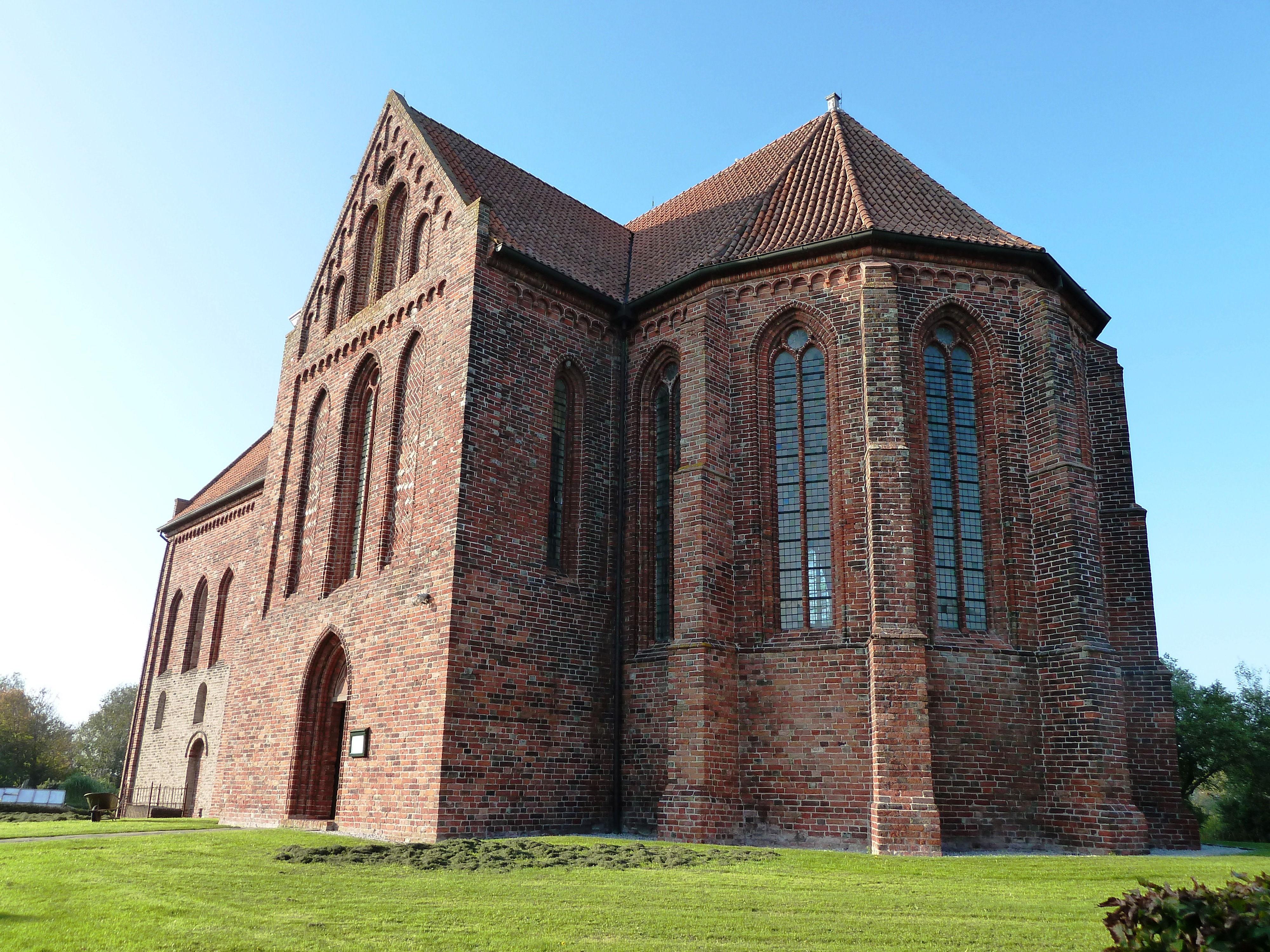
Achterzijde van de kerk
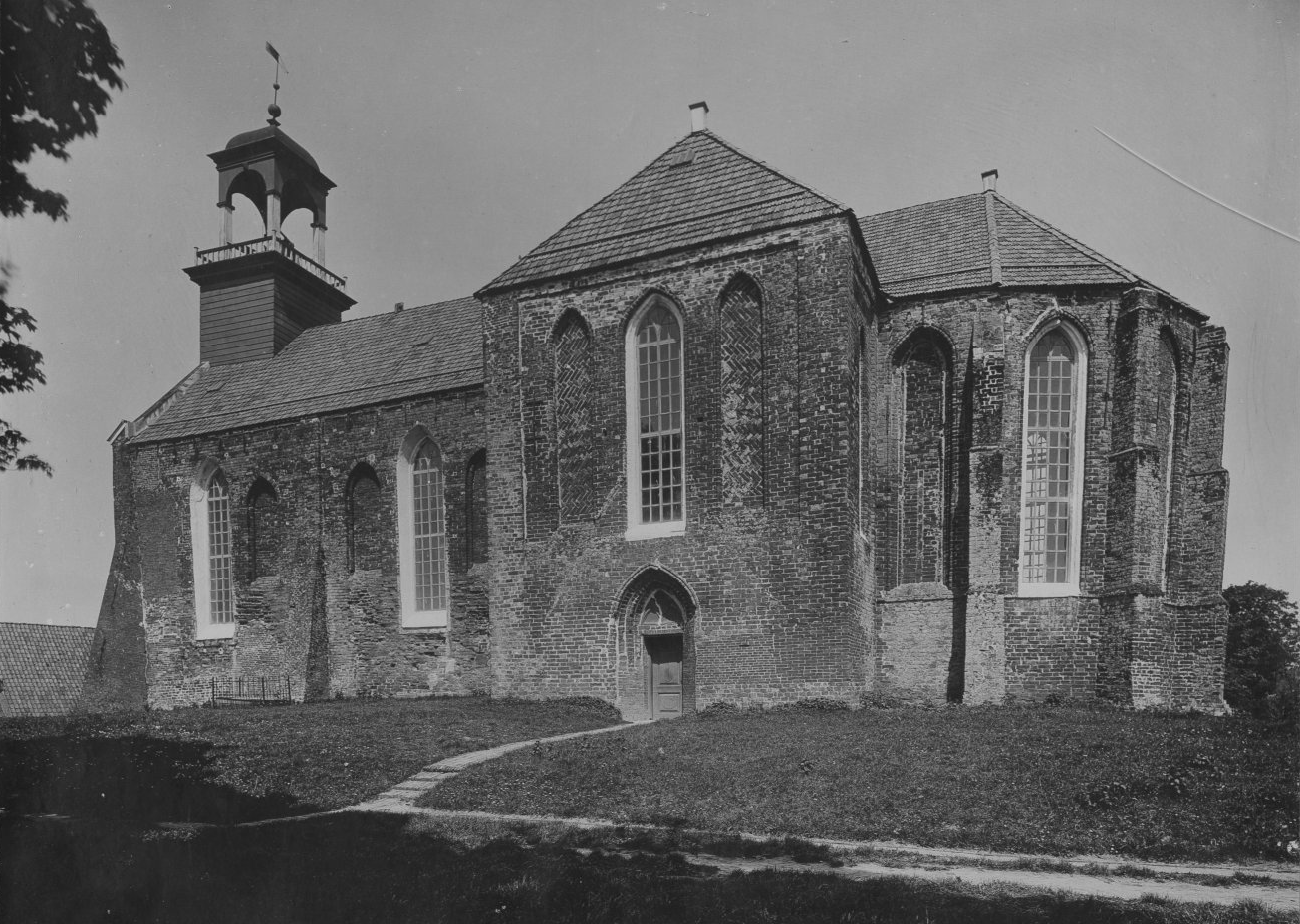
De kerk in 1899 (foto van Johannes Gerhardus Kramer)
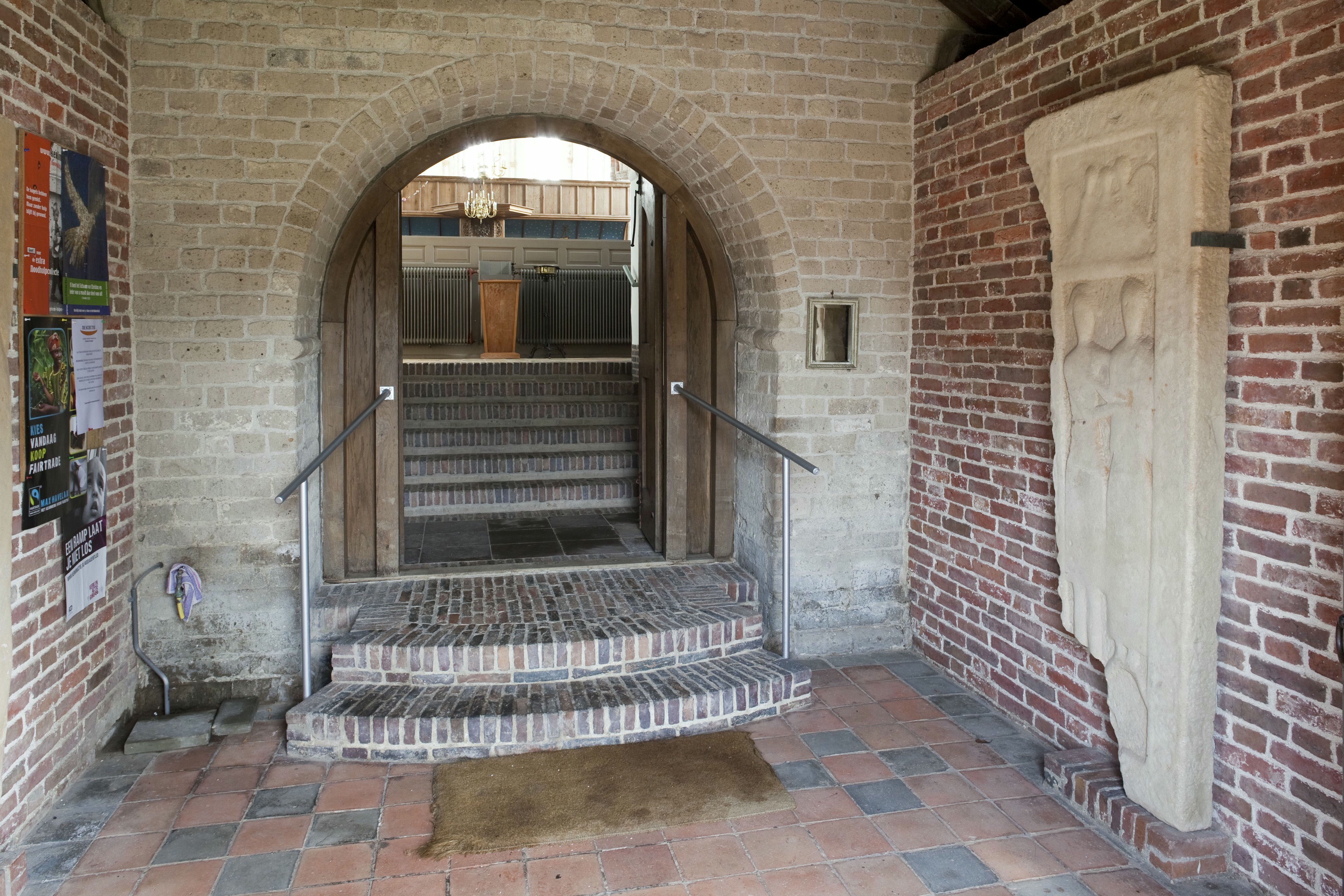
Voorportaal
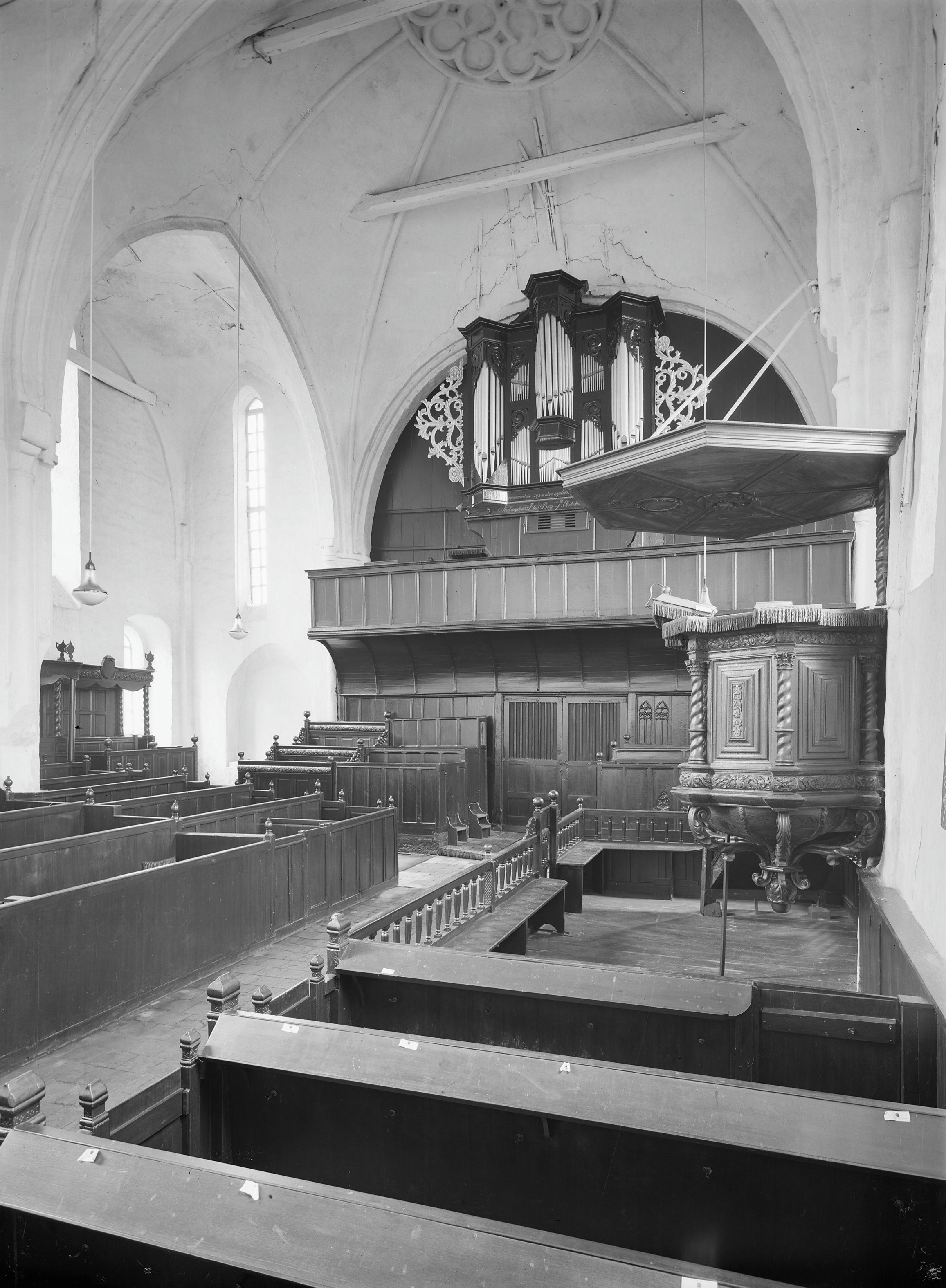
Vooroorlogse opstelling (1934) met het orgel boven het doksaal, de beide herenbanken uit 1559 ervoor en de kansel aan rechterzijde van de kerk
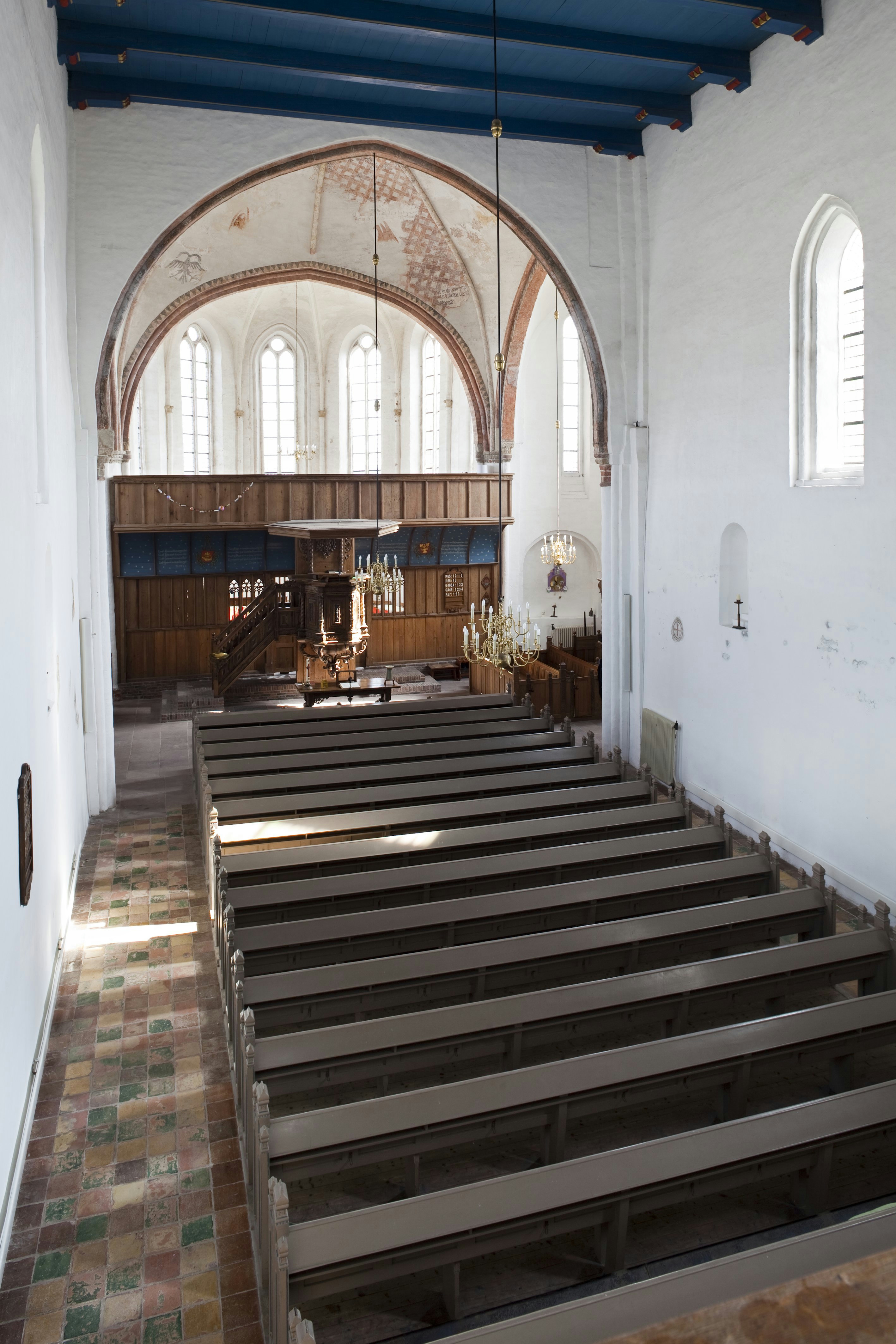
Interieur vanaf de orgelgalerij
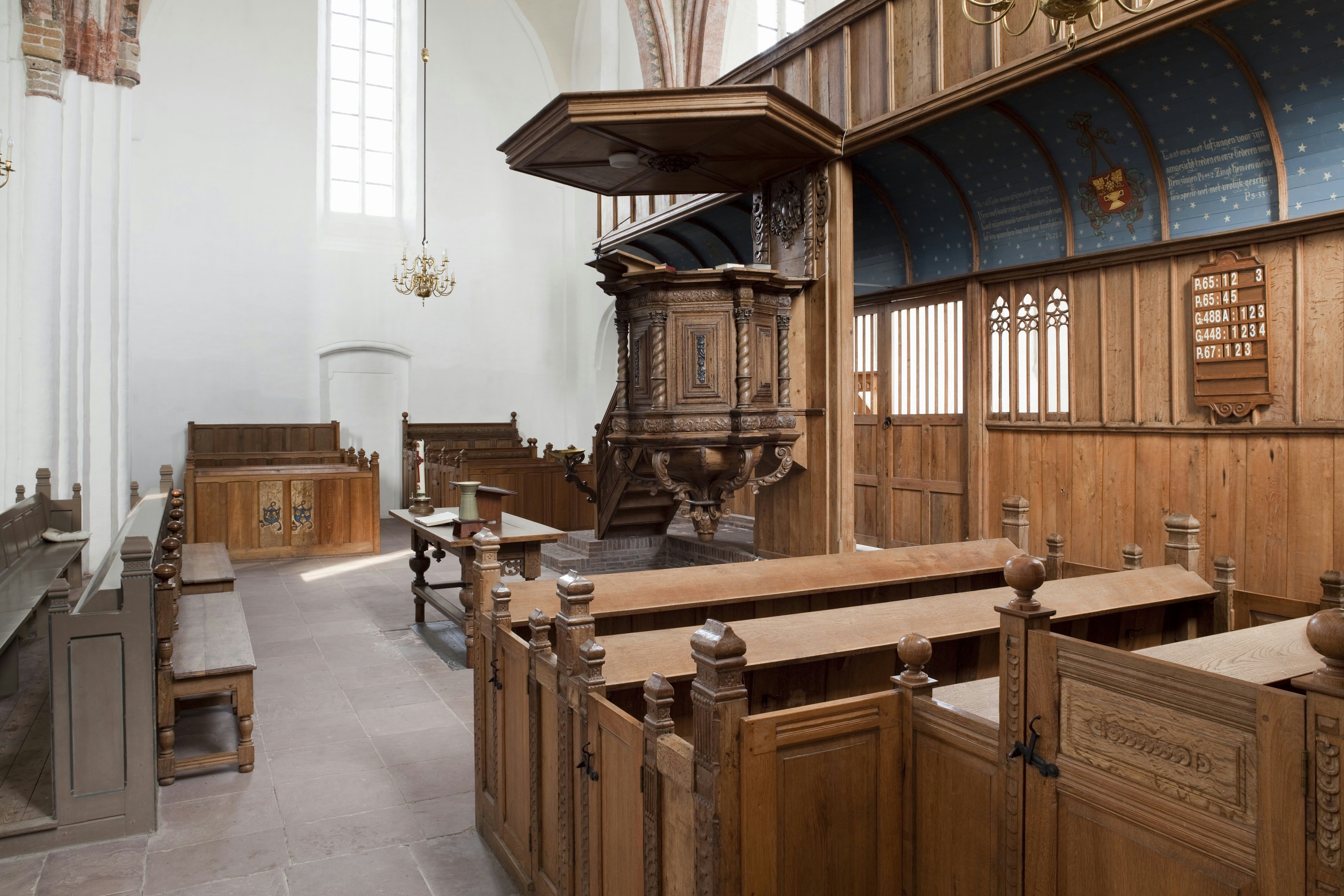
Zuidertransept vanuit de noordertransept met preekstoel en oksaal naar het koor
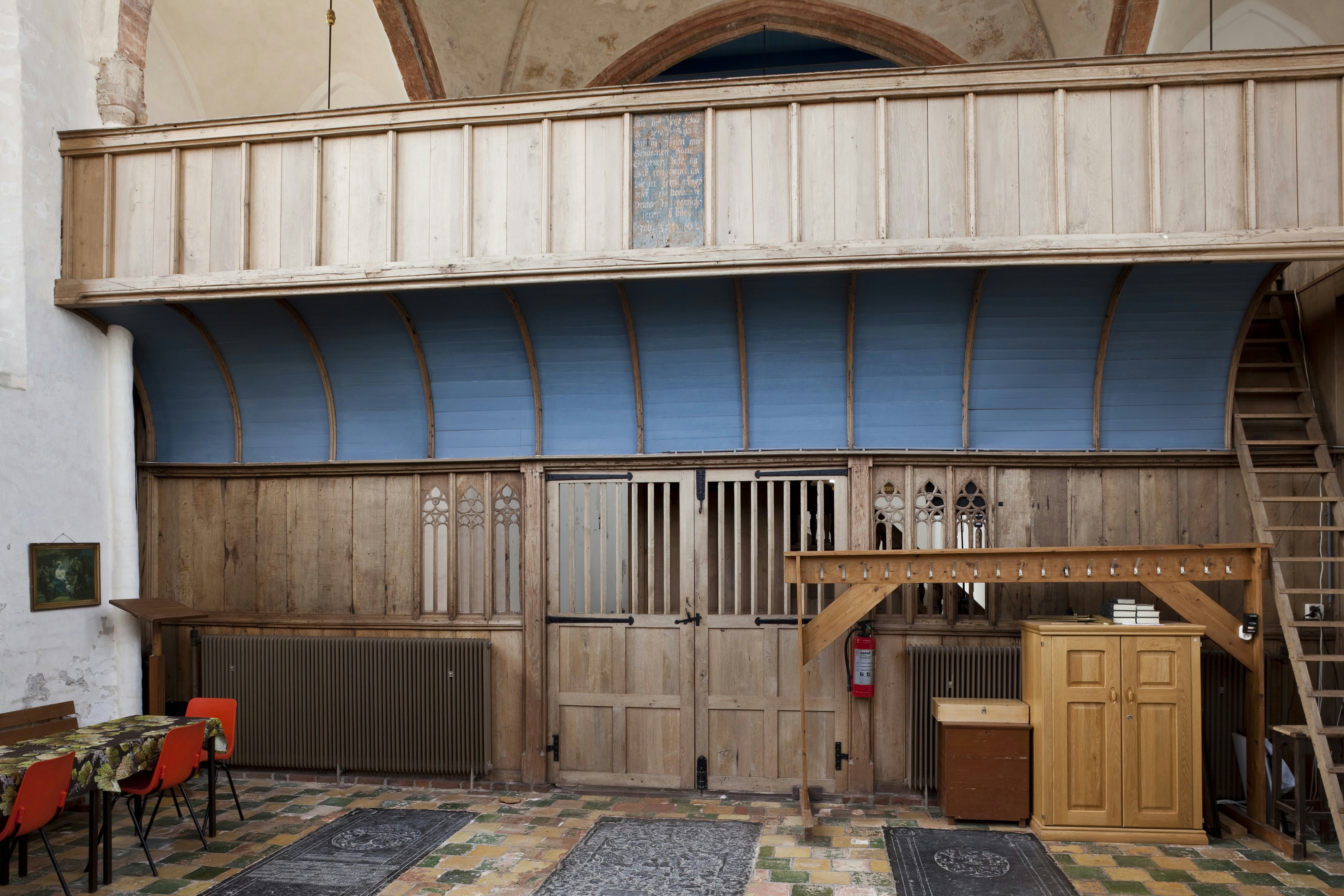
Oksaal vanuit het koor
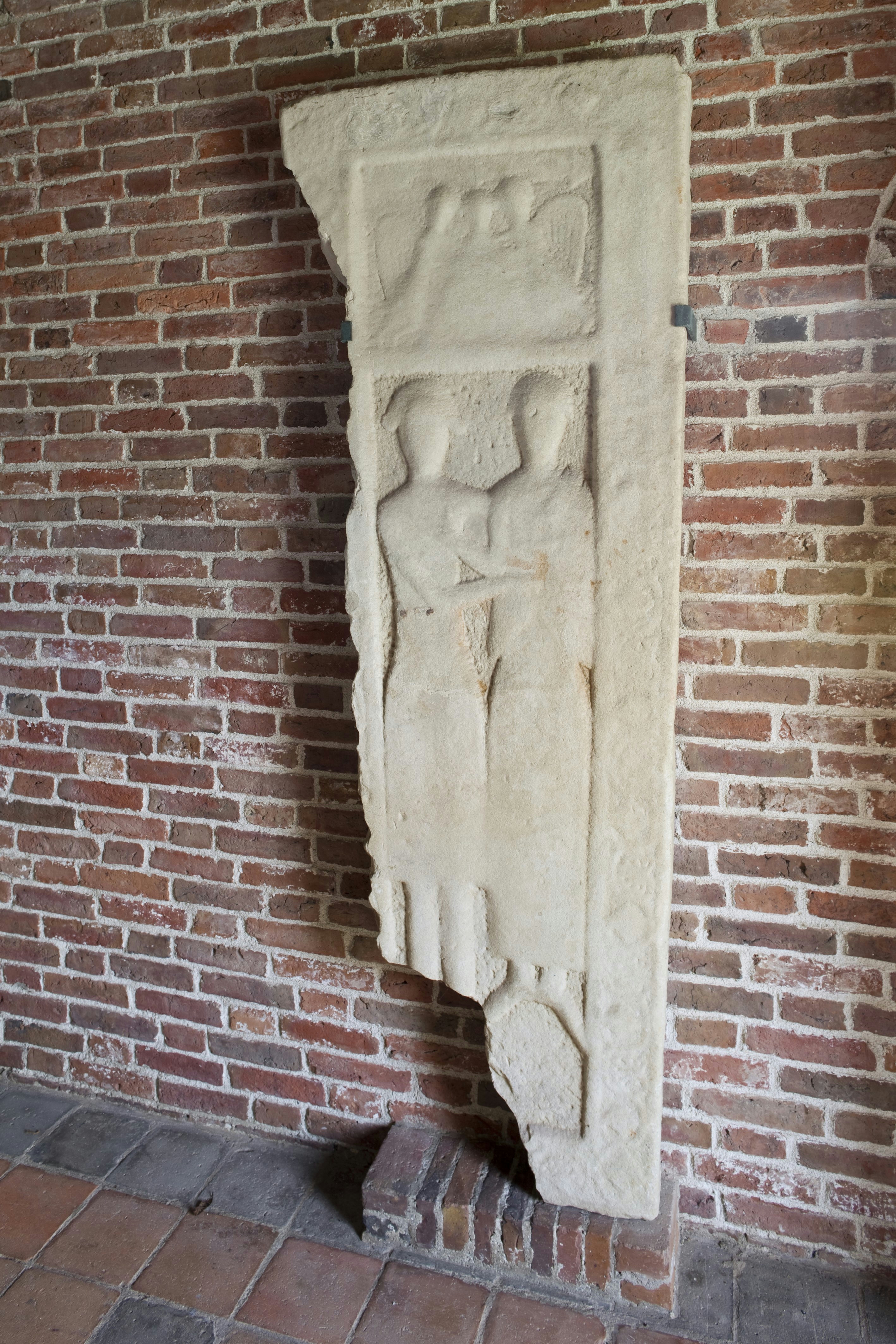
beelddeksel uit de 2e helft van de 12e eeuw
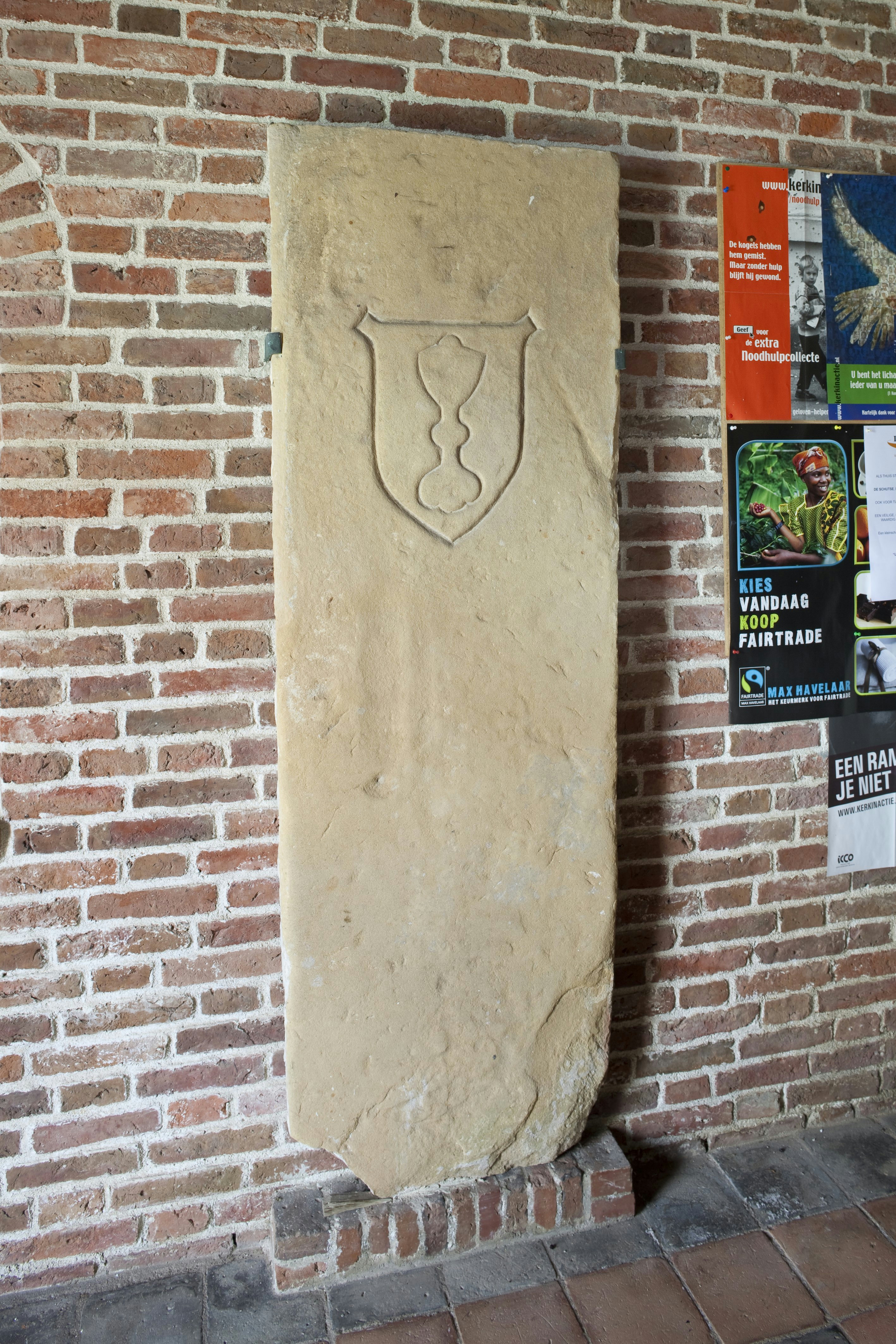
12e-eeuwse priesterzerk met kelk en hostie
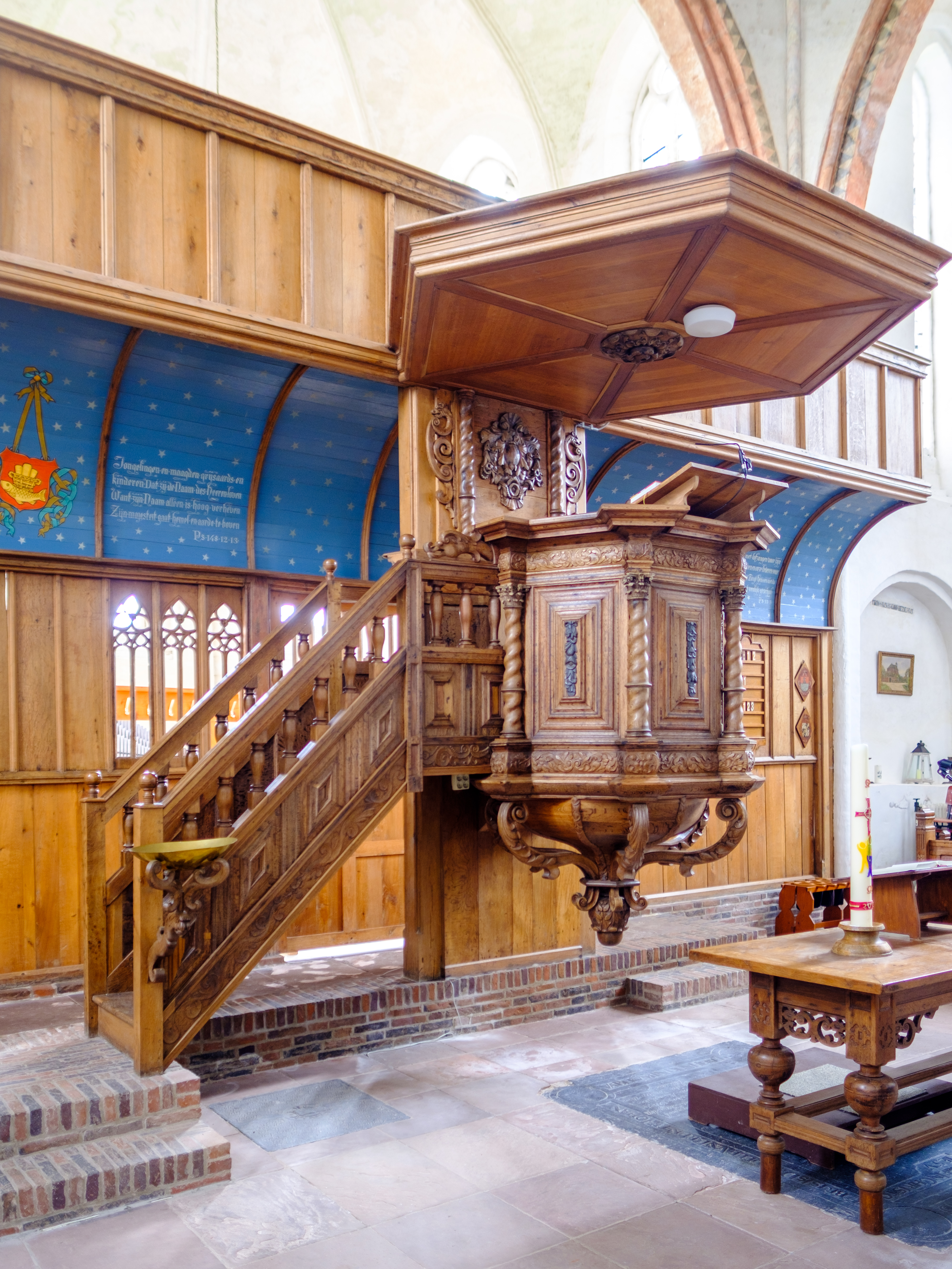
Kansel uit ongeveer 1660
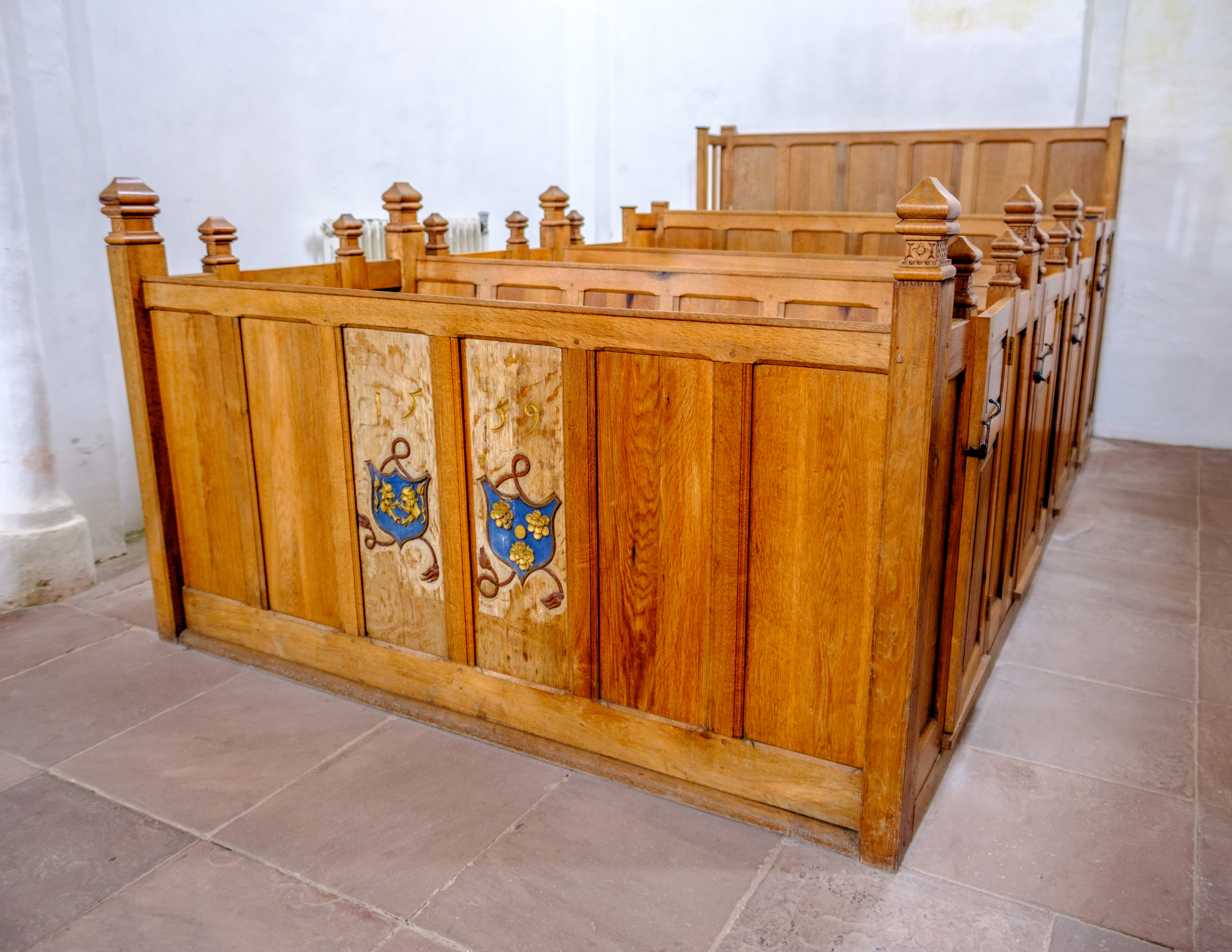
Samengevoegde herenbanken uit 1559
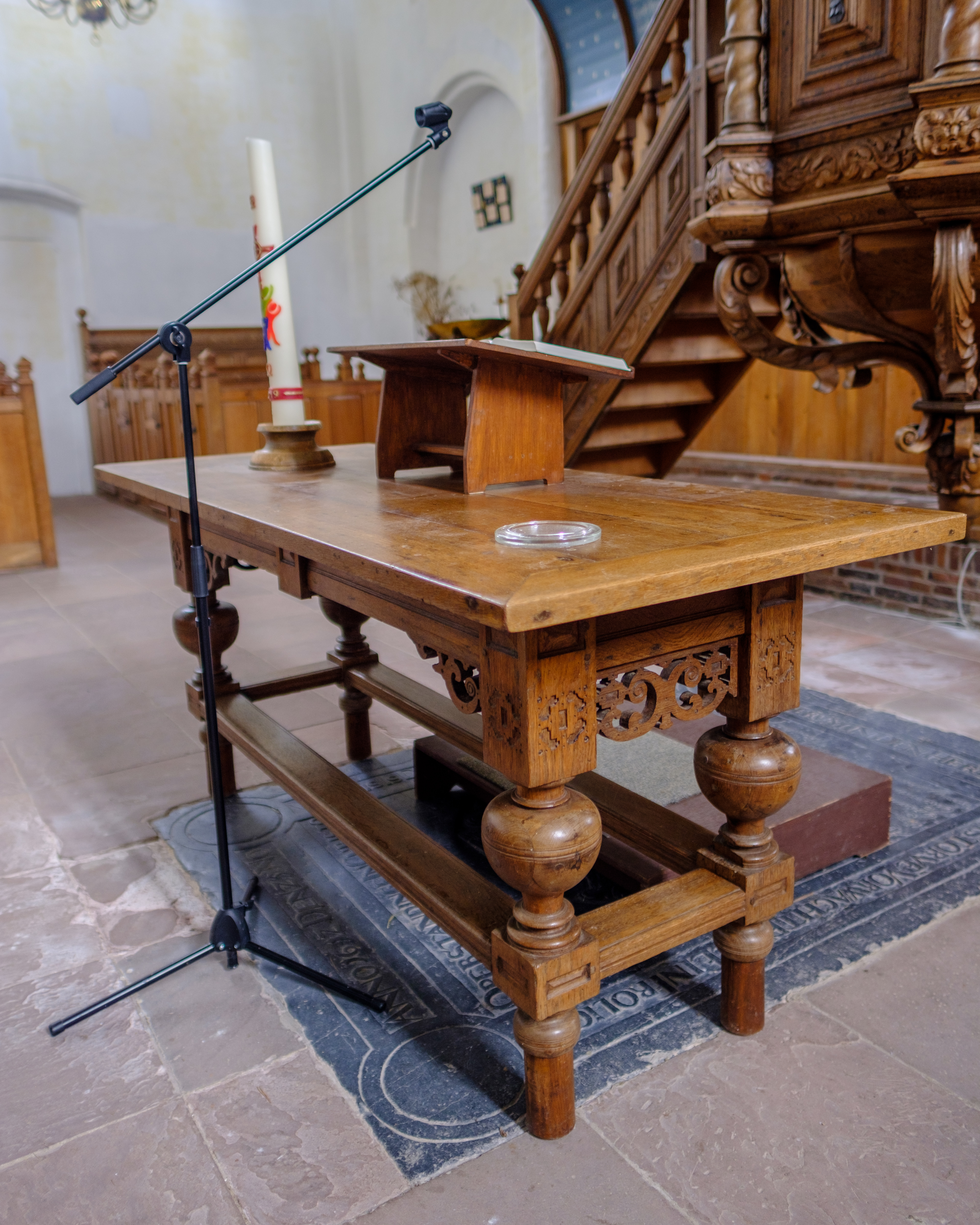
17e-eeuwse avondmaalstafel met bolpoten
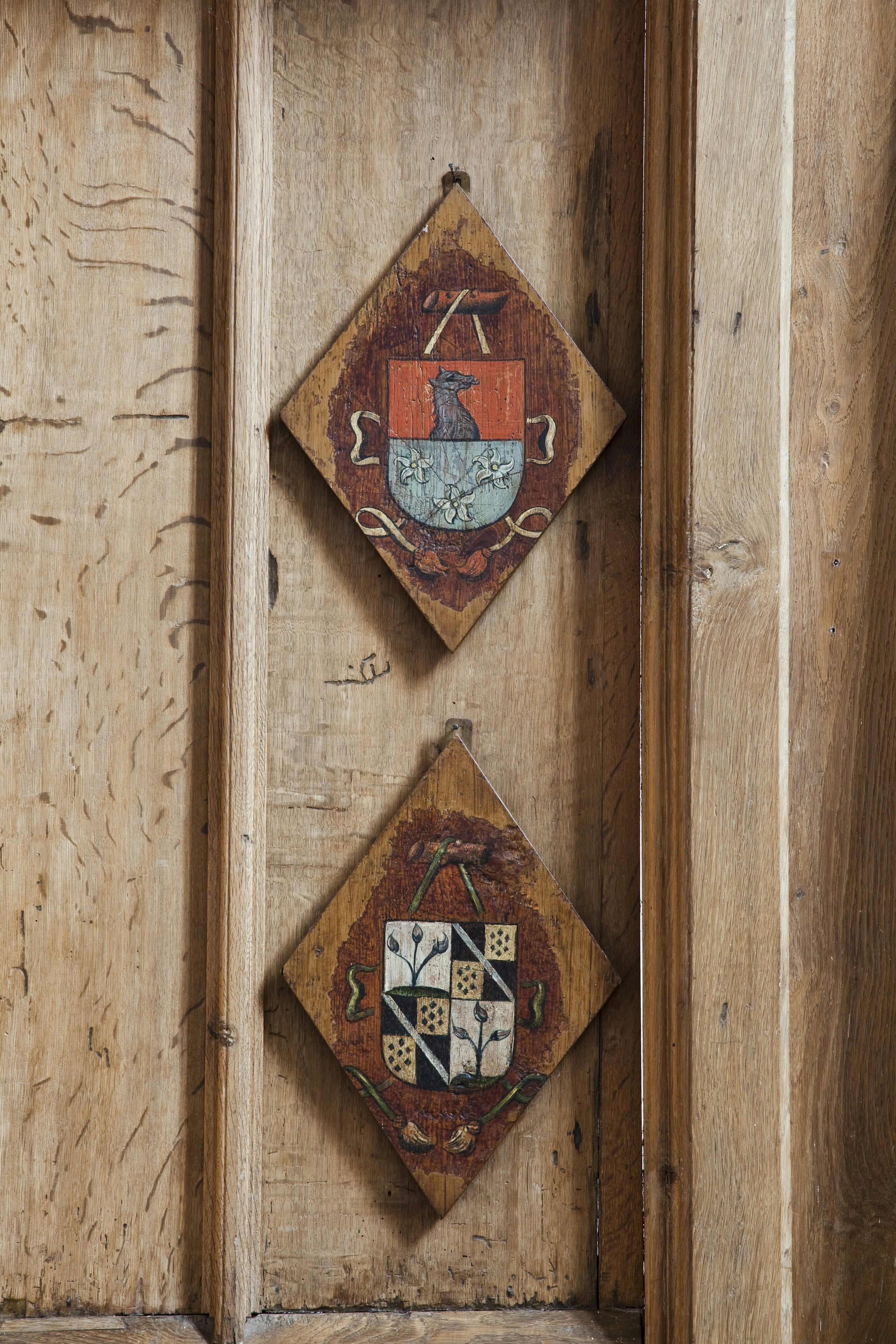
Twee houten wapenschildjes in het doksaal afkomstig uit een kerkbank die bij de restauratie van de jaren 1940 gesloopt werd.
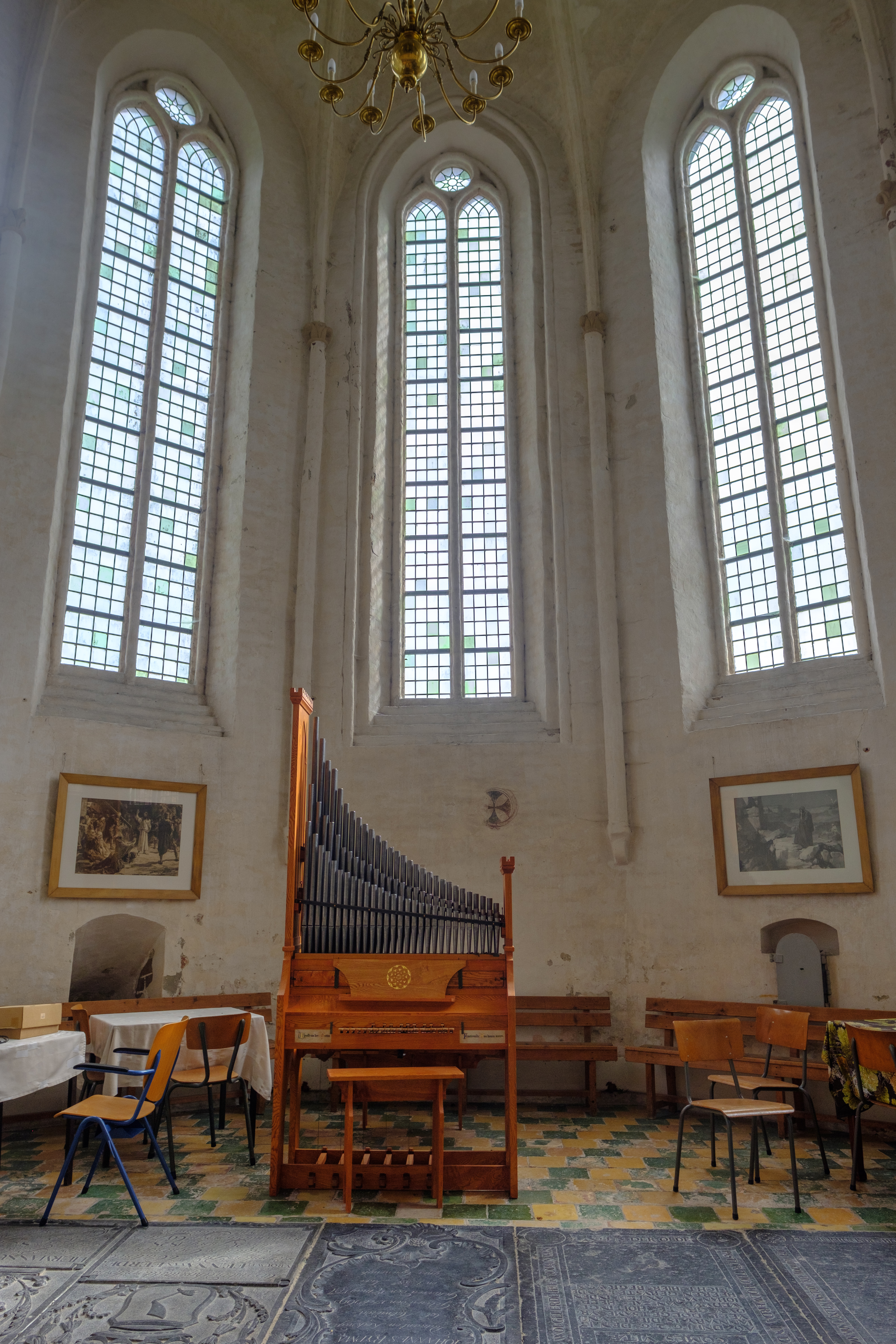
Koor met koororgeltje
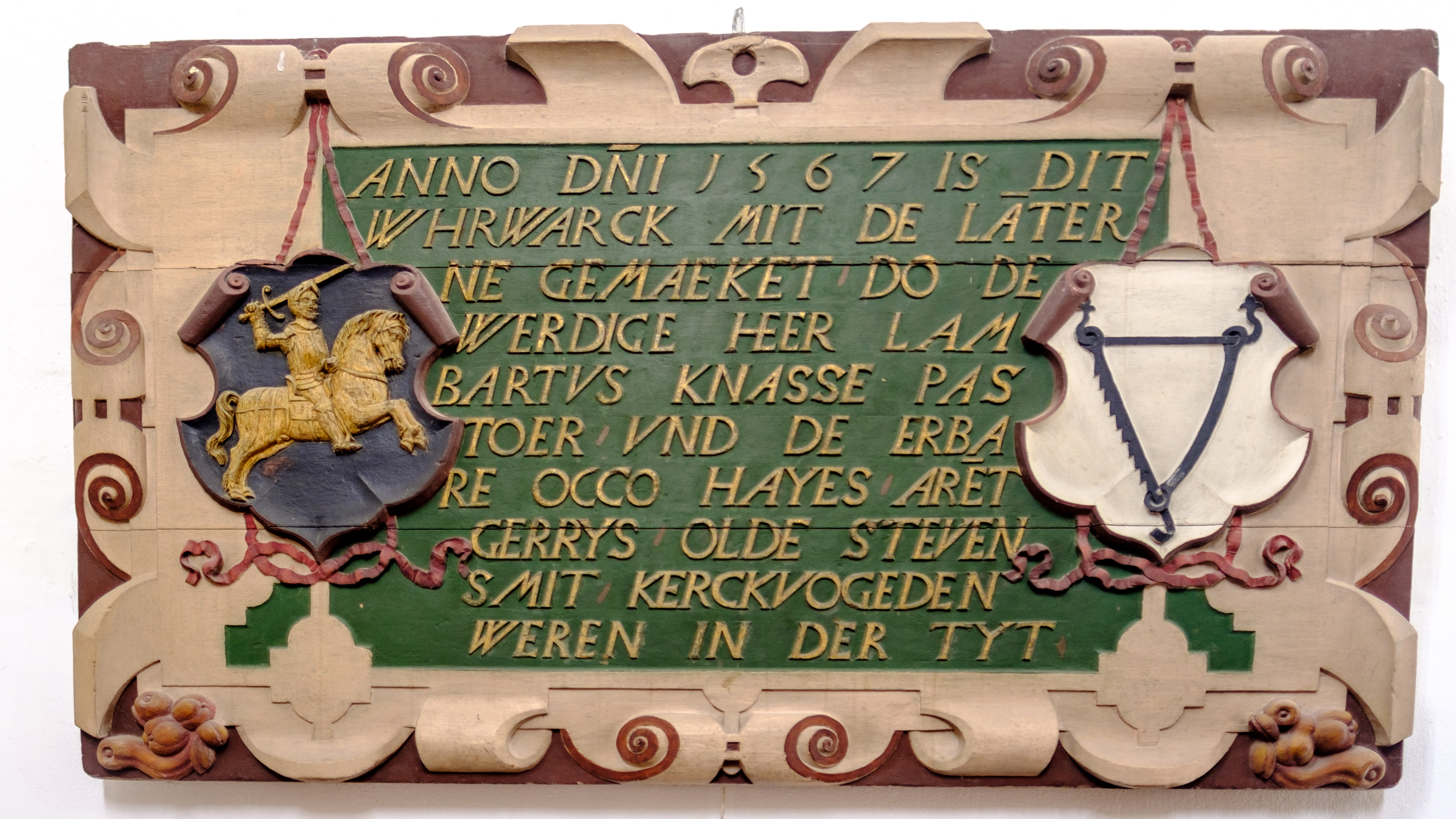
Tekst met herinnering aan het uurwerk uit 1567 en de wapens van Ripperda en Twickelo